# Megaphorus acrus
Megaphorus acrus är en tvåvingeart som först beskrevs av Charles Howard Curran 1931.  Megaphorus acrus ingår i släktet Megaphorus och familjen rovflugor. Inga underarter finns listade i Catalogue of Life.